# Breach (jeu vidéo, 2018)
Pour les articles homonymes, voir Breach.
 (mai 2020).
Breach est un jeu vidéo de d'action-RPG de type dungeon crawler développé et édité par le studio américain QC Games, lequel est formé d'anciens développeurs issus de BioWare et d'Electronic Arts. Le jeu est sorti sur Steam en accès anticipé le 17 janvier 2018, mais son développement est définitivement annulé le 3 avril 2019, avec la fermeture du studio lui-même. Le jeu a reçu des critiques mitigées.

## Trame
L'histoire de Breach implique un groupe de « mages des temps modernes » qui tentent d'empêcher une apocalypse magique lorsque des monstres émergent de portails appelés « brèches ».

## Système de jeu
Breach est un action-RPG. Le jeu est en mode multijoueur asymétrique dans lequel quatre joueurs tentent de traverser un donjon tandis qu'un cinquième contrôle un démon qui peut posséder des ennemis, des pièges et des boss à l'intérieur du donjon,. Il avait dix-huit classes jouables.

## Développement
Le concept de Breach est initialement venu de Shadow Realms (en), un jeu vidéo qui a été dévoilé en 2014, mais annulé par Electronic Arts en raison d'un « changement de stratégie ». Le développement de Breach débute en 2015. Il avait initialement un prix de vente, mais il était prévu qu'il soit finalement gratuit, bien que le concepteur du jeu ait déclaré qu'il ne serait pas un pay-to-win. QC Games annonce sa fermeture le 3 avril 2019, apparemment en raison d'un manque de financement, bien qu'ils n'aient pas cité de raison spécifique pour la fermeture.

## Accueil
Au cours de sa période en accès anticipé, Breach reçoit des critiques mitigées sur Steam, la plupart des joueurs citant des plantages et des problèmes de fréquence d'images, ainsi que le système de microtransaction du jeu.